# Botryoideclava bharatiya
Botryoideclava bharatiya is een vliesvleugelig insect uit de familie Aphelinidae. De wetenschappelijke naam is voor het eerst geldig gepubliceerd in 1980 door Subba Rao.